# Arminia Hannover
El Arminia Hannover es un equipo de fútbol de Alemania que juega en la Niedersachsenliga, una de las ligas regionales que conforman la quinta división de fútbol del país.

## Historia
Fue fundado en el año 1910 en la ciudad de Hannover del estado de Baja Sajonia con el nombre FC Arminia Hannover; en 1918 se fusiona con el RV Merkus y pasa a llamarse Arminia Merkur, aunque retomaron el n ombre original en 1920 y ese mismo año fueron campeones del norte de Alemania.
Sus primeros años fueron discretos exceptuando en la temporada 1932/33 donde llegaron a los cuartos de final del Campeonato alemán de fútbol dirigidos por el inglés William Townley donde perdieron ante el Fortuna Dusseldorf.
Luego de la llegada del Tercer Reich formaron parte de la Gauliga Niedersachsen y más tarde de la Gauliga Südhannover-Braunschweig, donde mostraron un rendimeinto constante en los primeros lugares de la clasificación pero que no fue suficiente para lograr ser campeón.
Al finalizar la Segunda Guerra Mundial el club tuvo un gran suceso entre los años 1950 y años 1960, periodo en el que formó parte de la Regionalliga West, la entonces segunda división nacional, liga de la que salió campeón en dos ocasiones.
En 1975 participó en el Campeonato alemán de fútbol aficionado y en las siguientes cuatro temporadas jugó en la 2. Bundesliga Nord. En 1980 desciende a la Oberliga Nord, iniciando un proceso de caída libre en las siguientes dos décadas, jugando principalmente entre la tercera y curta categoría nacional hasta que fue descendido a la desaparecida Oberliga Nord en 2007.
En la temporada 2008/09 jugó en la Niedersachsenliga de la que descendió en ese mismo año y pasó en la sexta categoría hasta regresar a la Niedersachsenliga en la temporada 2014/15.

## Palmarés
- Northern German champions: 1

1920
- Regionalliga Nord: 2

1967, 1968
- Landesliga Hannover: 2

2010, 2014

## Jugadores

### Jugadores destacados
| - Bruno Akrapović - Willi Fricke - Edmund Malecki - Werner Olk - Josef Posipal | - Werner Schulz - Lothar Ulsaß - Eduard Wolpers - Klaus Wunder |